# Гейтс, Сильвестр Джеймс
Сильвестр Джеймс Гейтс (англ. Sylvester James (Jim) Gates, Jr.; род. 15 декабря 1950, Тампа, Флорида) — американский физик-теоретик, специалист в области математической физики и в особенности в суперсимметрии и супергравитации, где является пионером, теории суперструн, популяризатор науки. Доктор философии (1977), профессор Брауновского университета, прежде многолетний — Мэрилендского университета, член Американского философского общества (2012) и Национальной АН США (2013). Удостоен Национальной научной медали (2011).

## Биография
Как вспоминал Гейтс, хотя его отец никогда не оканчивал средней школы, в их семье для детей не стоял вопрос «Пойдёшь ли ты в колледж?» — «Вопрос всегда был: „В какой колледж ты пойдёшь?“»
Мать Гейтса умерла, когда ему было 11 лет, и, пытаясь понять, «куда она ушла?», любивший читать Гейтс интенсивно обращается к литературе. «Я думаю, что самыми важными вопросами для людей являются такие вопросы, как: „Кто я? Где я? Что происходит?“ Казалось естественным задаваться ими», — вспоминает он. В возрасте 16 лет на него оказал большое влияние школьный учитель физики, глубоко владеющий своим предметом, — это послужит толчком для выбора этой дисциплины Гейтсом в качестве профессии.
«Я всегда знал, что хочу жить между математикой и физикой», — говорит он ныне.
Окончил Массачусетский технологический институт, где учился в с 1969 года, получив в 1973 году две бакалаврские степени — по математике и физике. Затем по 1977 год обучался там же в докторантуре, получает степень доктора философии по физике.
С 1977 по 1980 год младший фелло Harvard Society of Fellows. C 1980 по 1982 год исследовательский фелло в Калтехе. С 1982 по 1984 год ассистент-профессор в альма-матер. С 1984 года по настоящее время в Мэрилендском университете: ассоциированный профессор, с 1988 года профессор физики, именной (John S. Toll Professor) с 1998 года, а также затем регент-профессор (с января 2013), заслуженный университетский профессор (2014), Wilson H. Elkins Professor by the University System of Maryland, с 2017 года College Park Professor; председательствовал в университетском сенате.
Заслуженный исследовательский профессор канадского Perimeter Institute for Theoretical Physics (2011).
Будучи избран членом НАН США в 2013 году, он стал таковым первым афро-американским физиком.
Член Совета НАН США (по 2021) и попечительского совета Society for Science & the Public.
Состоял членом United States President's Council of Advisors on Science and Technology (с 2009).
С 2009 по 2016 год член Maryland State Board of Education, являлся его вице-президентом.
Член Американской академии искусств и наук (2011), Американской ассоциации содействия развитию науки, Американского физического общества (его вицеп-президент и президент соотв. на 2019 и 2021 гг.) и National Society of Black Physicists. С 2011 года фелло британского Института физики.
Являлся частым гостем телесериала «Nova» и ведущим на Всемирных фестивалях науки.
Женат на медике-педиатре, дети — два сына-близнеца и дочь.
Автор более 200 научных работ, книги «Superspace, or One thousand and one lessons in supersymmetry» (1984).

## Награды и отличия
- College Science Teacher of the Year, Вашингтонская АН (1999)
- Distinguished Scholar-Teacher, Мэрилендский университет в Колледж-Парке (2002)
- Ethnic Minority Achievement Award, Мэрилендский университет в Колледж-Парке (2003)
- Klopsteg Memorial Award[англ.], Американская ассоциация учителей физики (2003)
- University System of Maryland (USM) Board of Regents' Faculty Award for Excellence in Mentoring (2004)
- AAAS Public Engagement with Science Award (2006)
- Национальная научная медаль (2011)
- Mendel Medal, Университет Вилланова (2013)[12]
- Harvard Scientist of the Year (2014)[18]
- UMD President’s Medal (2016), высшее отличие Мэрилендского университета[9]

Почётный доктор Джорджтаунского университета (2001), Loyola University Chicago (2005), Университета Западной Австралии (2010).